# Outil interrogatif
 (avril 2024).
Si vous disposez d'ouvrages ou d'articles de référence ou si vous connaissez des sites web de qualité traitant du thème abordé ici, merci de compléter l'article en donnant les références utiles à sa vérifiabilité et en les liant à la section « Notes et références ».
« Que » redirige ici. Pour le type de monument chinois, voir Que (tour).
En grammaire, un outil interrogatif est une catégorie de mots-outils servant à marquer une phrase interrogative ou une proposition subordonnée interrogative (dans ce cas c’est un subordonnant). Concernant sa nature, il peut être un pronom interrogatif, un adverbe interrogatif, un déterminant interrogatif ou une conjonction de subordination. 
Les outils interrogatifs sont fréquemment associés aux outils exclamatifs parce qu’ils partagent avec ces derniers un certain nombre de traits communs.

## Natures
Un mot-outil interrogatif peut appartenir à l'une des trois catégories suivantes : adjectif interrogatif (ou déterminant interrogatif), pronom interrogatif ou adverbe interrogatif. 
Dans l’interrogation indirecte, tous les mots-outils interrogatifs, quelle que soit leur catégorie (adjectif, pronom ou adverbe) doivent être analysés comme des subordonnants interrogatifs.
Entre les trois différentes catégories constituant les mots-outils interrogatifs, la frontière est souvent floue. En particulier, la différence entre le pronom interrogatif et l'adverbe interrogatif, n'est pas toujours facile à établir, et certains grammairiens ont tendance à regrouper ces diverses sous-catégories sous l'appellation de « pronom interrogatif au sens large ».

## Description des cas
Selon le type d’interrogation, le mot-outil utilisé sera différent.
On distingue l’interrogative directe (une question indépendante) de celle indirecte ou enchâssée (une proposition subordonnée).
Une interrogation directe peut prendre trois formes, la forme simple, la forme longue (renforcée avec la locution est-ce que), et la forme inversée (avec inversion du pronom sujet).
Par ailleurs, on distingue l’interrogation globale, portant sur la totalité de l'énoncé, et dont la réponse attendue ne peut être que « oui » ou « non », de l’interrogation partielle, ne portant que sur une partie de l'énoncé, et dont la réponse attendue est autre que oui ou non.

### Interrogation globale
L’interrogation globale (dite également totale, oui/non, polaire ou encore à polarité), peut être directe ou indirecte. 

#### Interrogation globale directe
L’interrogation globale directe peut être simple, inversée ou renforcée, mais seule cette dernière forme utilise un mot-outil interrogatif, à savoir, la locution est-ce que.
Est-ce que Paul viendra ? Est-ce qu'il viendra ?

#### Interrogation globale indirecte
L’interrogation globale indirecte n’utilise qu'un seul subordonnant interrogatif, si :
Je me demande si Paul viendra. Je me demande s’il viendra.
Le mot-outil interrogatif si pose un problème catégoriel : il est parfois analysé comme un adverbe interrogatif, et d’autres fois, comme une conjonction de subordination.

### Interrogation partielle
L’interrogation partielle peut, elle aussi, être directe ou indirecte. 

#### Interrogation partielle directe

##### Mots-outils interrogatifs utilisés
L'interrogation partielle directe utilise obligatoirement un outil interrogatif (déterminant, pronom ou adverbe) : 
- Déterminant interrogatif : quel (quelle, quels, quelles), combien de : Quelles fleurs préfères-tu ?
 Combien de fleurs as-tu cueillies ? Dans ces deux exemples, les deux adjectifs interrogatifs Quelles et Combien de déterminent le nom noyau fleurs.
- Pronom interrogatif : lequel (laquelle', lesquels, lesquelles, duquel, desquels, auquel, auxquels), quel (quelle, quels, quelles), qui, que, quoi : Laquelle préfères-tu ?
 Quelle est cette fleur ? 
 Qui est là ? 
 Que veut-elle ? 
 À quoi faites-vous allusion ? 
 Où habitent-ils ?
- Adverbe interrogatif : combien, comment, pourquoi, quand, que, où : Combien ça coûte ? 
 Comment faites-vous ? 
 Pourquoi n'est-il pas venu ? / Que n'est-il venu ? 
 Quand partirons-nous ?

##### Formes de l'interrogation partielle directe
À l'instar de l'interrogation globale directe, l'interrogation partielle directe peut revêtir trois formes, la forme simple, la forme longue et la forme inversée :
Où tu vas ? / Où est-ce que tu vas ? / Où vas-tu ?
Selon les circonstances, les trois formes ne sont pas toujours praticables. Pour la forme simple suivante :
Qui est là ?
la forme inversée (Qui est-il là ?) ne serait pas possible.
Dans le cas de la forme simple, il est fréquent que l’outil interrogatif soit rejeté en fin de phrase. Dans plusieurs cas, c'est ce rejet qui permet l'utilisation de la forme simple. Pour la forme simple avec rejet du mot-outil interrogatif :
Où tu vas ? / Tu vas où ?

Tu viendras quand ?
la solution « Quand tu viendras » n’aurait pas été possible.
Dans le cas de la forme simple avec rejet du mot-outil, le pronom que devient quoi :
Tu veux quoi ?
Ici, les solutions « Que tu veux ? », « Quoi tu veux ? » ou « Tu veux que ? » n'auraient pas été possibles.

##### Utilisation de la forme longue
Tout comme dans l'interrogation globale directe, la locution « est-ce que » peut être utilisée dans l'interrogation partielle directe, en combinaison avec un mot-outil interrogatif (quoi, où, lequel, quel, comment, combien, combien de, pourquoi et quand) dans le but de renforcer celui-ci :
À quoi est-ce que tu penses ? Comment est-ce que tu as fait ? Pourquoi est-ce que tu dis ça ?
Mais, lorsque le mot-outil utilisé est qui ou bien que, cette locution peut être mise en concurrence avec une seconde locution, à savoir qui est-ce.
Qui parle ? Qui vois-tu ?
Le pronom interrogatif qui représente un être animé, un humain, dans les deux exemples, mais dans le premier, il est sujet du verbe parle, tandis que dans le second, il est Complément d'objet direct (COD) du verbe vois.
Que me vaut tant d'honneur ? Que vois-tu ?
Le pronom interrogatif que représente un être inanimé, une chose, dans les deux exemples, mais dans le premier, il est sujet du verbe vaut, dans le second, il est COD du verbe « vois ».
Afin d'éviter toute ambiguïté quant à leur fonction, sont parfois ajoutés à ces deux mots-outils interrogatifs la locution est-ce qui pour marquer la fonction sujet ou la locution est-ce que pour marquer tout autre fonction (y compris, sujet réel).
Qui est-ce qui parle ?
La locution Qui est-ce qui » représente un humain remplissant la fonction sujet du verbe parle.
Qui est-ce que j'entends ?
La locution Qui est-ce que » représente un humain remplissant une autre fonction (ici, COD du verbe entends).
Qu'est-ce qui brille dans le ciel ?
La locution Qu'est-ce qui » représente une chose remplissant la fonction sujet du verbe brille.
Qu'est-ce que je vois dans le ciel ?
La locution Qu'est-ce que » représente une chose remplissant une autre fonction (ici, COD du verbe vois).
L'utilisation de l'une de ces locutions interdit la forme interrogative avec inversion du sujet :
Lequel préférez-vous ? Lequel est-ce que vous préférez ? Lequel vous préférez ?
Et non pas « Lequel est-ce que préférez-vous ? ».

#### Interrogation partielle indirecte
Les subordonnants interrogatifs de l’interrogation partielle indirecte sont les mêmes mots-outils interrogatifs (adjectifs, pronoms ou adverbes) qui marquent l'interrogation partielle directe, sauf les locutions est-ce que et est-ce qui, qui disparaissent, puisqu'elles sont exclusivement associées à l'interrogation directe longue.
En conséquence :
- la locution qu'est-ce que, ainsi que les mots-outils « que » et « quoi », sont remplacés par la locution interrogative pronominale « ce que » : Qu'est-ce que tu fais ? Que fais-tu ? Tu fais quoi ? / Je me demande ce que tu fais.
- la locution qu'est-ce qui, est remplacée par la locution interrogative pronominale « ce qui ». Qu'est-ce qui t'intéresse ? / Je me demande ce qui t'intéresse.

- Dis-moi quelle chemise tu préfères.
- Parmi ces chemises, j'ignore laquelle tu préfères.
- Ils ne savent pas où tu vas.
- J'aimerais savoir quand ils seront de retour.
- Essayez de deviner comment j'ai fait.
- Nous nous demandons combien cela coûtera.
- Je vais te dire pourquoi elle ne te parle plus.

#### Question fermée (oui/non)
- Interrogation globale directe simple (« forme simple ») Paul viendra ?
- Interrogation globale directe renforcée (« forme longue ») Est-ce que Paul viendra ?
- Interrogation globale directe inversée (« forme inversée ») Paul viendra-t-il ?
- Interrogation globale indirecte Je me demande si Paul viendra.

#### Question ouverte
- Interrogation partielle directe simple (« forme simple ») Où tu vas ?
  - Avec rejet du mot-outil interrogatif : « Tu vas où ? »
- Interrogation partielle directe simple renforcée (« forme longue ») Où est-ce que tu vas ?
- Interrogation partielle directe inversée (« forme inversée ») Où vas-tu ?
- Interrogation partielle indirecte Je me demande où tu vas.